# Álex Balboa
Pour les articles homonymes, voir Balboa.
Álex Balboa, né le 6 mars 2001 à Vitoria-Gasteiz, est un footballeur international équatoguinéen, qui évolue au poste de milieu central à Almere City.

## Biographie
Balboa est né à Vitoria-Gasteiz, dans le Pays basque, d'un père équatoguinéen et d'une mère santoméenne.

### Carrière en club
Balboa est issu du centre de formation du Deportivo Alavés, dont il joue avec l'équipe reserve avant de passer une demi saison en Tercera División avec le club de San Ignacio à Vitoria-Gasteiz,.
De retour dans le club phare de l'Alava en janvier 2021, le jeune joueur est une première fois intégré à l'équipe première lors de la pré-saison 2021-22. Continuant à évoluer régulièrement avec l'équipe reserve d'Alavés qui vient d'être reléguée de la Segunda B,, il fait ses débuts avec les pros le 30 novembre 2021, titularisé au milieu lors d'une victoire 3-0 contre l'Unami CP en Copa del Rey,.

### Carrière en sélection
Balboa fait ses débuts internationaux senior avec la Guinée équatoriale le 7 septembre 2021, lors d'une victoire contre la Mauritanie comptant pour les qualifications à la Coupe du monde 2022.
En janvier 2022, il fait partie du groupe pour les phases finales de la Coupe d'Afrique des nations 2021, dans ce qui est la première participation de la Guinée équatoriale à la compétition,. En décembre 2023, il est retenu dans la liste des vingt-sept joueurs équatoguinéens par Juan Micha pour disputer la Coupe d'Afrique des nations 2023.

## Vie privée
Álex Balboa a notamment fait régulièrement la une des médias people pour sa relation avec Julia Janeiro-Campanario, la fille du matador Jesulín de Ubrique,,,.